# Torneo de las Cinco Naciones 1912
El Torneo de las Cinco Naciones de 1912 (Five Nations Championship 1912) fue la 30° edición del principal Torneo de rugby del Hemisferio Norte.
El campeonato fue compartido entre la selección de Inglaterra e Irlanda,

## Clasificación
| Lugar | Selección  | Partidos | Partidos | Partidos  | Partidos | Puntos  | Puntos    | Puntos | Tabla de puntos |
| Lugar | Selección  | Jugados  | Ganados  | Empatados | Perdidos | A favor | En contra | dif.   | Tabla de puntos |
| ----- | ---------- | -------- | -------- | --------- | -------- | ------- | --------- | ------ | --------------- |
| 1     | Inglaterra | 4        | 3        | 0         | 1        | 44      | 16        | +28    | 6               |
| 1     | Irlanda    | 4        | 3        | 0         | 1        | 33      | 34        | -1     | 6               |
| 3     | Escocia    | 4        | 2        | 0         | 2        | 53      | 37        | +16    | 4               |
| 4     | Gales      | 4        | 2        | 0         | 2        | 40      | 34        | +6     | 4               |
| 5     | Francia    | 4        | 0        | 0         | 4        | 25      | 74        | -69    | 0               |

## Resultados
| 1 de enero | Francia | 6 - 11 | Irlanda | París, |  |

| 20 de enero | Escocia | 31 - 3 | Francia | Edimburgo, |  |

| 20 de enero | Inglaterra | 8 - 0 | Gales | Londres, |  |

| 3 de febrero | Gales | 21 - 6 | Escocia | Swansea, |  |

| 10 de febrero | Inglaterra | 15 - 0 | Irlanda | Londres, |  |

| 24 de febrero | Irlanda | 10 - 8 | Escocia | Dublín, |  |

| 9 de marzo | Irlanda | 12 - 5 | Gales | Belfast, |  |

| 16 de marzo | Escocia | 8 - 3 | Inglaterra | Edimburgo, |  |

| 25 de marzo | Gales | 14 - 8 | Francia | Newport, |  |

| 8 de abril | Francia | 8 - 18 | Inglaterra | París, |  |

## Premios especiales
- Copa Calcuta:  Escocia